# Shaw Air Force Base
Shaw Air Force Base (IATA-code: SSC, ICAO-code: KSSC) is een vliegbasis van de United States Air Force 13 km ten westnoordwesten van Sumter in de Amerikaanse staat South Carolina.
Het is een van de grotere militaire bases van de Verenigde Staten en valt onder de jurisdictie van het USAF Air Combat Command (ACC). De 20th Fighter Wing (20th FW), met vier squadrons op F-16 Fighting Falcon is de Host Unit. De 432nd Air Expeditionary Wing is ook op de basis gehuisvest en stuurt MQ-9A Reapers.

## Geschiedenis
De basis is genoemd ter ere van de piloot 1st Lieutenant Ervin David Shaw uit de Eerste Wereldoorlog. Lt. Shaw was een van de eerste Amerikanen die gevechtsmissies vloog in de Eerste Wereldoorlog. Shaw, geboren in Sumter County, werd toegewezen aan No. 48 Squadron van de Royal Air Force, als lid van het Royal Canadian Flying Corps. Shaw stierf nadat drie vijandelijke vliegtuigen zijn Bristol F.2B hadden aangevallen terwijl hij terugkeerde van een verkenningsmissie op 9 juli 1918. Shaw haalde een van zijn aanvallers neer voordat hij werd gedood.
Na de aanslagen van 11 september op het World Trade Center en het Pentagon in 2001, ontwikkelde het Amerikaanse ministerie van Defensie Operation Noble Eagle om de Amerikaanse bodem te beschermen in de oorlog tegen het terrorisme. De 20 FW heeft de taak gekregen om patrouilles te verzorgen boven New York City, Washington D.C. en elke andere locatie die de Wing moet beschermen. Naast het takenpakket van Operation Noble Eagle, biedt de 20th Fighter Wing jagerdekking voor de president van de Verenigde Staten tijdens reizen en in Camp David.